# 지아니 카팔디

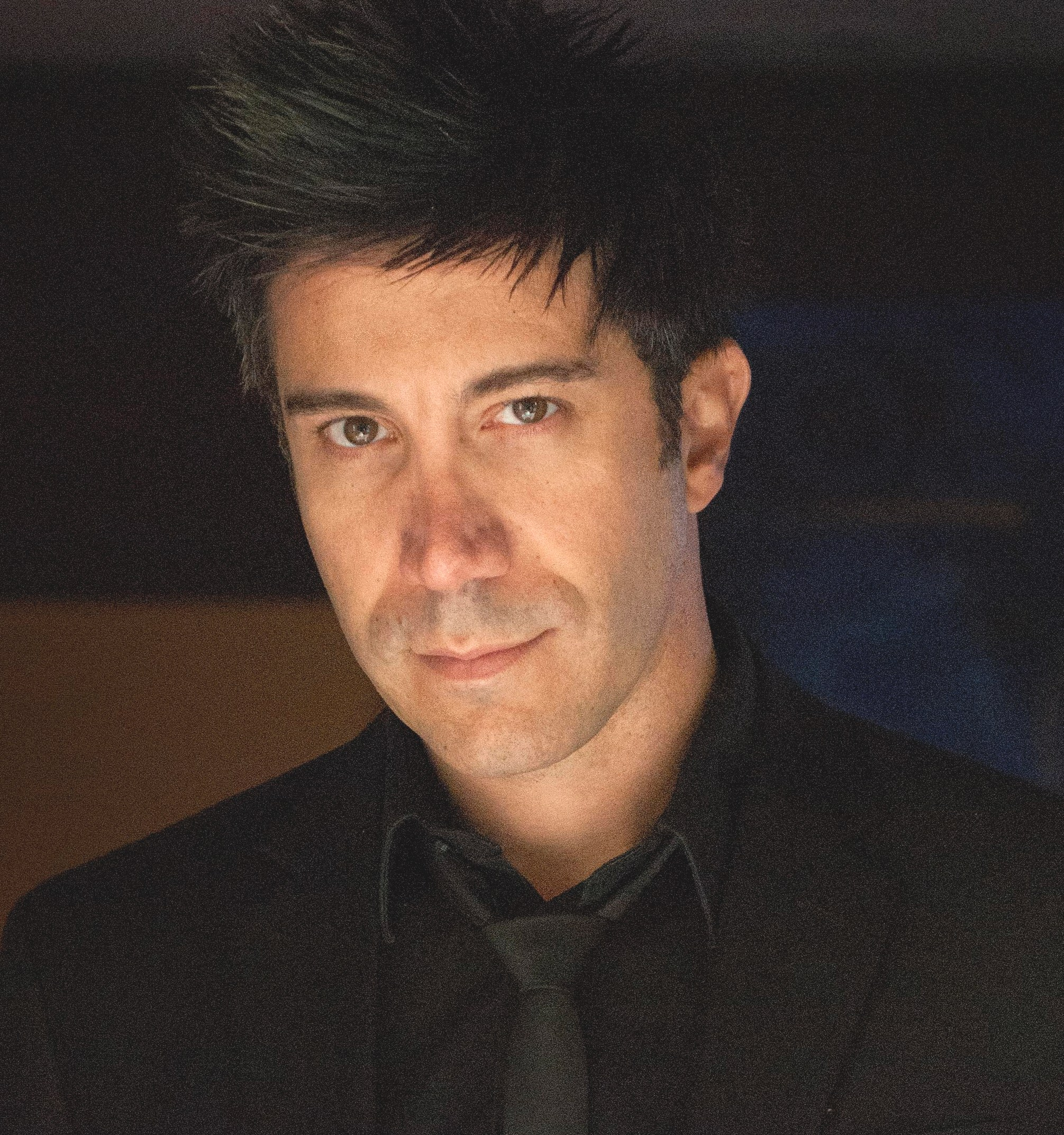

지아니 카팔디(Gianni Capaldi, 1975년 1월 1일 ~ )는 영국의 영화 제작자, 배우이다.
머더웰에서 태어났다.

## 영화
- 율리시스: 다크 오딧세이 (2018년)
- 리버 런스 레드 (2018년)
- 아스트로: 우주전쟁 (2018년)
- 고스트: 죽은자들의 초대 (2017년)
- 더 섀도우 위딘 (2017년)
- 라스트 맨 클럽 (2016년)
- 저주의 시작 (2015년) - 루크 역
- 살인병기 (2014년) - 빈 역
- 블러드 리벤지 (2013년) - 커트 역
- 엠부쉬 (2013년) - 에디 역
- 크로스: 신의후예 (2011, Cross) - 잉글리시 역
- 위시 위자드 (2011년)